# تیتانیس
تیتانیس (انگلیسی: Titanis) پرنده ای بود که در دوران پلیوسن و اوایل پلیستوسن، حدود ۵ تا ۲ میلیون سال پیش، در آمریکای شمالی زندگی می‌کرد. این موجود جذاب متعلق به تیره از پرندگان بزرگ و درنده به نام هراس‌مرغان بود. این پرنده از بزرگ‌ترین پرندگان بدون پرواز بود که در خشکی پرسه می‌زد، حدود ۸ فوت قد و ۵۰۰ پوند وزن داشت. تایتانیس بدنی قوی و عضلانی و منقاری بزرگ و تیز داشت که برای شکار طعمه‌اش عالی بود. برخلاف بسیاری از پرندگانی که امروزه می‌بینیم، تیتانیس نمی‌توانست پرواز کند. در عوض، از پاهای قوی خود برای دویدن سریع در دشت‌های باز و جنگل‌های آمریکای شمالی باستان استفاده کرد. پاهای بلند و محکم آن به تعقیب حیوانات کوچکتر کمک کرد و از آن به یک شکارچی خشن می‌ساخت.

## شکار
تیتانیس یک گوشتخوار بود، به این معنی که در درجه اول گوشت می‌خورد. به احتمال زیاد پستانداران کوچک، خزندگان و حتی پرندگان دیگر را شکار می‌کرد. تیتانیس با دید تیزبین و منقار تیزش برای یافتن و گرفتن غذای خود به خوبی مجهز بود. دانشمندان بر این باورند که ممکن است از استراتژی مشابه پرندگان شکاری امروزی استفاده کرده باشد و قربانیان خود را قبل از شروع یک حمله سریع تحت تعقیب قرار دهد.

## محیط و رشد
محیط در زمان تایتانیس با امروز کاملاً متفاوت بود. زمین مملو از علفزارهای وسیع، جنگل‌ها و رودخانه‌ها بود که زیستگاه‌های زیادی را برای حیوانات مختلف فراهم می‌کرد. این حیوانات بخشی از یک اکوسیستم غنی بودند که در آب و هوای گرم پلیوسن رشد می‌کردند.

## انقراض
متأسفانه، مانند بسیاری از گونه‌های دیگر، تیتانیس نیز در نهایت منقرض شد. دانشمندان بر این باورند که تغییرات آب و هوا و زیستگاه، همراه با رقابت با سایر شکارچیان، به ناپدید شدن آن کمک کرده است. امروزه، تایتانیس موضوع مورد علاقه دیرینه شناسان است که فسیل‌های آن را مطالعه می‌کنند تا دربارهٔ زندگی و محیطی که در آن زندگی می‌کرد بیشتر بدانند.
به‌طور خلاصه، تیتانیس یک پرنده غول پیکر فوق‌العاده بود که میلیون‌ها سال پیش در آمریکای شمالی پرسه می‌زد. با اندازه چشمگیر، پاهای قدرتمند و منقار تیزش، شکارچی برتر زمان خود بود. اگرچه تایتانیس دیگر در اطراف نیست، اما میراث آن در فسیل‌هایی باقی می‌ماند که به ما کمک می‌کنند تا تنوع باورنکردنی حیات را که زمانی در سیاره ما وجود داشت، درک کنیم.